# Кріс Терріо
Кріс Терріо (англ. Chris Terrio, нар. 31 грудня 1976) — американський сценарист, кінопродюсер і кінорежисер. Відомий за фільмом Бена Аффлека «Арго», за який отримав премію «Оскар» за найкращий адаптований сценарій, а також був номінований на премії «Золотий глобус», «БАФТА» та «Супутник» за найкращий сценарій.

## Біографія
Кріс Терріо народився в католицькій родині в Стейтен-Айленд, має італійське та ірландське походження. У 1997 році закінчив Гарвардський університет, де вивчав в англійську літературу й німецьку феноменологію, жив у будинку Адамсів і брав активу участь у студентському театрі. Терріо міг отримати аспірантську степінь в Кембриджському університеті, але зрештою вирішив вступити в кіношколу. В 2002 році він отримав ступінь магістра в Школі кінематографічних мистецтв.

## Фільмографія
| Рік  | Українська назва                               | Роль        | Роль         | Роль      | Примітки                              |
| Рік  | Українська назва                               | Кінорежисер | Кінопродюсер | Сценарист | Примітки                              |
| ---- | ---------------------------------------------- | ----------- | ------------ | --------- | ------------------------------------- |
| 2002 | Книга царів                                    | Так         | Так          | Так       | короткометражний фільм                |
| 2005 | Висоти                                         | Так         | Ні           | Так       |                                       |
| 2006 | В порядку злочину                              | Ні          | Ні           | Ні        | монтажер, документальний фільм        |
| 2010 | Сутичка                                        | Так         | Так          | Так       | серія «Я дивлюся неначе Франкенштейн» |
| 2012 | Арго                                           | Ні          | Ні           | Так       |                                       |
| 2016 | Бетмен проти Супермена: На зорі справедливості | Ні          | Ні           | Так       | переписав сценарій Девіда С. Ґоєра    |
| 2017 | Ліга справедливості                            | Ні          | Виконавчий   | Так       |                                       |
| 2019 | Зоряні війни. Епізод IX                        | Ні          | Ні           | Так       |                                       |
| 2021 | Ліга справедливості Зака Снайдера              | Ні          | Виконавчий   | Так       |                                       |

## Нагороди та номінації
| Рік  | Назва                                  | Нагорода                       | Номінована робота | Результат |
| ---- | -------------------------------------- | ------------------------------ | ----------------- | --------- |
| 2012 | «Оскар»                                | Найкращий адаптований сценарій | «Арго»            | Перемога  |
| 2012 | «Золотий глобус»                       | Найкращий сценарій             | «Арго»            | Номінація |
| 2012 | «БАФТА»                                | Найкращий адаптований сценарій | «Арго»            | Номінація |
| 2012 | «Супутник»                             | Найкращий адаптований сценарій | «Арго»            | Номінація |
| 2012 | «AACTA»                                | Найкращий сценарій             | «Арго»            | Номінація |
| 2013 | «Асоціація кінокритиків Лос-Анджелеса» | Найкращий сценарій             | «Арго»            | Номінація |